# Nationaler Frauendienst

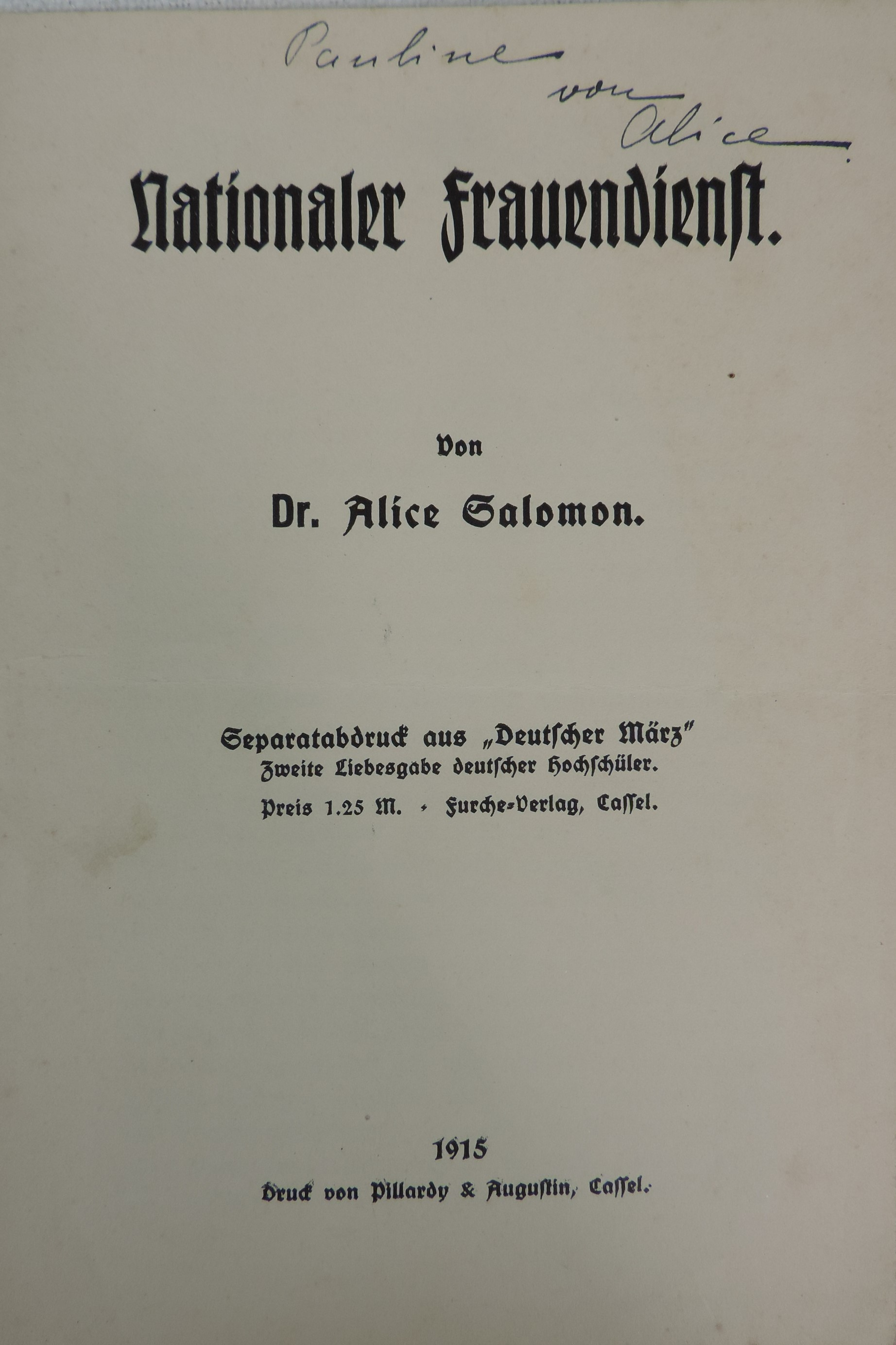
Broschüre, verfasst von Alice Salomon mit Widmung für Pauline Gräfin Montgelas, archiviert im Ida-Seele-Archiv

Der Nationale Frauendienst (NFD) war während des Ersten Weltkrieges eine staatlich anerkannte deutsche Frauenorganisation, die ihre freiwilligen zivilen Dienste als weibliches Äquivalent des Dienstes an der Front verstand.

## Geschichte
Bereits vor dem Ausbruch des Ersten Weltkrieges war es Gertrud Bäumer, Vorsitzende des Bundes Deutscher Frauenvereine (BDF), als die Kriegswolken sich immer schwerer und drohender über unserem Vaterlande zusammenballten … sofort die Initiative ergriff, um eine große, ganz Deutschland umfassende Organisation ins Leben zu rufen, damit der BDF gerüstet sei, wenn die Schicksalsstunde schlägt.

Am 31. Juli 1914 rief die BDF-Vorsitzende zusammen mit Hedwig Heyl in Berlin den NFD, auch Frauendank genannt, ins Leben. Dessen Aufgabe war es, in Abgrenzung zum Roten Kreuz (das für die Krankenpflege zuständig war), alle zur Verfügung stehenden Frauen für die Aufklärungsarbeit, die Lebensmittelversorgung, die Kriegsfürsorge und die Arbeitsvermittlung zu gewinnen. Gertrud Bäumer betrachtete die Arbeit im NFD als Heimatdienst, als die Kriegsübersetzung des Wortes ‚Frauenbewegung‘. Anna von Gierke u. a. Vorsitzende des 1915 gegründeten Charlottenburger Hausfrauenvereins, schrieb rückblickend über ihre Motivation für den NFD tätig geworden zu sein:
Das Glück der Arbeit lag zunächst in dem erfüllten Helfer- und Tätigkeitsdrang, dann aber auch in der Gewissheit, nun in den Kampf des Vaterlandes richtig aufgenommen und eingeordnet zu sein.
Innerhalb weniger Tage entstanden überall im Land Ortsgruppen des NFDs, die das vom BDF aufgestellte Programm ausführten und mit den zuständigen kommunalen Ämtern und städtischen Verwaltungen, mit dem Roten Kreuz, Vaterländischen Frauenvereinen, Deutsch-katholischen Frauenbund u. a. lokalen Vereinen zusammenarbeiteten. So hatte der NFD beispielsweise in Berlin 23 Hilfskommissionen eingerichtet. In dem vom Innenministerium gebilligten Zusammenschluss vereinigten sich die verschiedenen politischen, konfessionellen und überparteilichen Frauenorganisationen, Wohlfahrtsverbände und Gewerkschaften auf lokaler und überregionaler Ebene. Das selbstorganisierte Frauennetz arbeitete eng mit Regierung und Kommunen zusammen. Darum erhielt es auch in den Kriegsausschüssen Sitz und Stimme.
Neben der Versorgung des Volkes, durch Sammlung von Gelder und Kleidung für Notleidende sowie der Fürsorge für Arbeiterinnen, die immer mehr die Aufgaben von Männern übernahmen, sah der NFD seine Hauptaufgabe darin, die Bevölkerung über kriegsbedingte Sonderregelungen zu informieren, die Lebensmittelversorgung zu gewährleisten, in der Arbeitsvermittlung und -beschaffung (da viele Frauen durch die Umstellung der Industrieproduktion auf Kriegsgüter plötzlich erwerbslos waren), Ausbildungskurse für Frauen und Jugendliche, Ernährungsberatung, Kochkurse, Wöchnerinnen- und Säuglingsfürsorge, Rechtsberatung, Auskunftserteilung aller Art sowie in der Fürsorge für in Not geratenen Kriegerwitwen und Familien eingezogener Soldaten. Dazu kamen Auskunftstellen für Frauen, die den Kontakt zu ihren Ehemännern verloren hatten, Paketaktionen für die Soldaten an der Front sowie die Sammlung von Sachspenden. In der zweiten Kriegshälfte war die Rekrutierung weiblicher Arbeitskräfte für die Rüstungsindustrie ein besonderer Schwerpunkt des NFDs.
Viele bedeutende Frauen der Frauenbewegung engagierten sich im NFD, die beispielsweise örtliche Kriegsamtstellen leiteten wie Alice Salomon und Agnes von Zahn-Harnack in Berlin, Dorothee von Velsen in Breslau und Hildegard von Gierke in Magdeburg. Alice Salomon, die Begründerin des sozialen Frauenberufs in Deutschland schrieb über die Motivation sich für den NFD zu engagieren:
‘Wir wollen dienen, gleich wie auch ihr dienet.’ Das ist nicht nur der Ausdruck unseres Empfindens im Kriege. Das ist stets das Leitmotiv aller modernen Frauenbestebungen gewesen … Vielleicht hat niemals eine Generation von Frauen aktiver einen Krieg miterlebt, mitgekämpft, als die unsere. Wir wußten von der ersten Stunde, von den Tagen der Mobilmachung an, daß wir nicht nur im starken, aber doch passiven Leiden und Dulden, nicht nur im aufrechten Tragen des Trennungsschmerzes – auch des Abschieds von unseren Lieben für immer, wenn es sein muß – unsere Kriegslast zu tragen haben. Wir wußten, daß wir aktiv zu sein, mit euch – wenn auch mit anderen Waffen – mitzukämpfen, das Vaterland mit zu verteidigen haben.